# Internationale ridderorde
Een ridderorde is in zijn oudste vorm een verbond van mensen die een doel nastreven. Zo ontstonden kruisvaarderorden, militaire orden en hospitaalorden.

Deze oudste ridderorden waren internationaal van karakter. Men ging ervan uit dat een vooraanstaand man of een groep gelijkgezinde vooraanstaande mannen (of vrouwen) een ridderorde konden stichten. Omdat de moderne natiestaat pas in de 18e en 19e eeuw ontstond waren deze vroege ridderlijke orden vaak internationale ridderorden. De oudste ridderorden hebben dit internationale karakter ook tot op de dag van vandaag weten te bewaren.
In de late middeleeuwen werden ridderorden steeds meer een machtsinstrument van de heersers. Zij eigenden zich de positie van een "fons honorum" toe en ontzegden anderen het recht om een ridderorde te stichten. Men noemt in het hedendaagse orderecht ridderorden die niet door een (voormalig) regerend vorst zijn gesticht "pseudo-orden"
Ridderorden met een internationaal karakter zijn of waren:
- Orde van de Gouden Ark
- Balley Brandenburg des Ritterlichen Ordens St. Johannis vom Spital zu Jerusalem
- Heilige Militaire Constantinische Orde van Sint-Joris
- Constantinische Orde van Sint-Joris
- Constantinische Orde
- Duitse Orde
- Orde van het Gulden Vlies (De Oostenrijkse tak, de Spaanse tak is een Spaanse ridderorde)
- Orde van het Heilig Graf
- Orde van Sint-Jan (Verenigd Koninkrijk)
- Orde van Sint-Jozef
- Maltezer Orde
- Orde van Sint-Mauritius en Sint-Lazarus
- Orde van Verdienste "Pro Merito Militensi"
- Orde van Sint-Stanislaus
- Soevereine Orde van Sint-Jan van Jeruzalem
- Orde van Sint-Lazarus
- Souvereine Militaire Hospitaalorde van Sint-Jan van Jeruzalem en Malta in Rusland
- Heilige en Militaire Orde van Sint-Stefanus Paus en Martelaar
- Tempeliers
- Orden der Bayerischen Armee

De lijst is niet volledig.
Omdat de Katholieke Kerk in de paus een "fons honorum" heeft en volgens het orderecht zelf ook een "fons honorum" is kan men de ridderorden van de kerk, tevens de ridderorden van de soevereine staat die men Vaticaanstad noemt, als internationale ridderorden beschouwen. Zij zijn aan de wereldkerk en niet aan een land verbonden.
- Orde van Sint-Cecilia
- Orde van Christus (Heilige Stoel)
- Orde van Sint-Gregorius de Grote
- Orde van de Gulden Spoor
- Orde van het Heilig Graf
- Orde van Sint-Johannes de Doper
- Maltezer Orde
- Orde van Verdienste "Pro Merito Militensi"
- Orde van de Moor
- Orde van Pius
- Piusridders
- Silvesterorde
- Orde van Sint-Silvester en de Militia Aurarta